# August-Bebel-Straße 50 (Wolmirstedt)

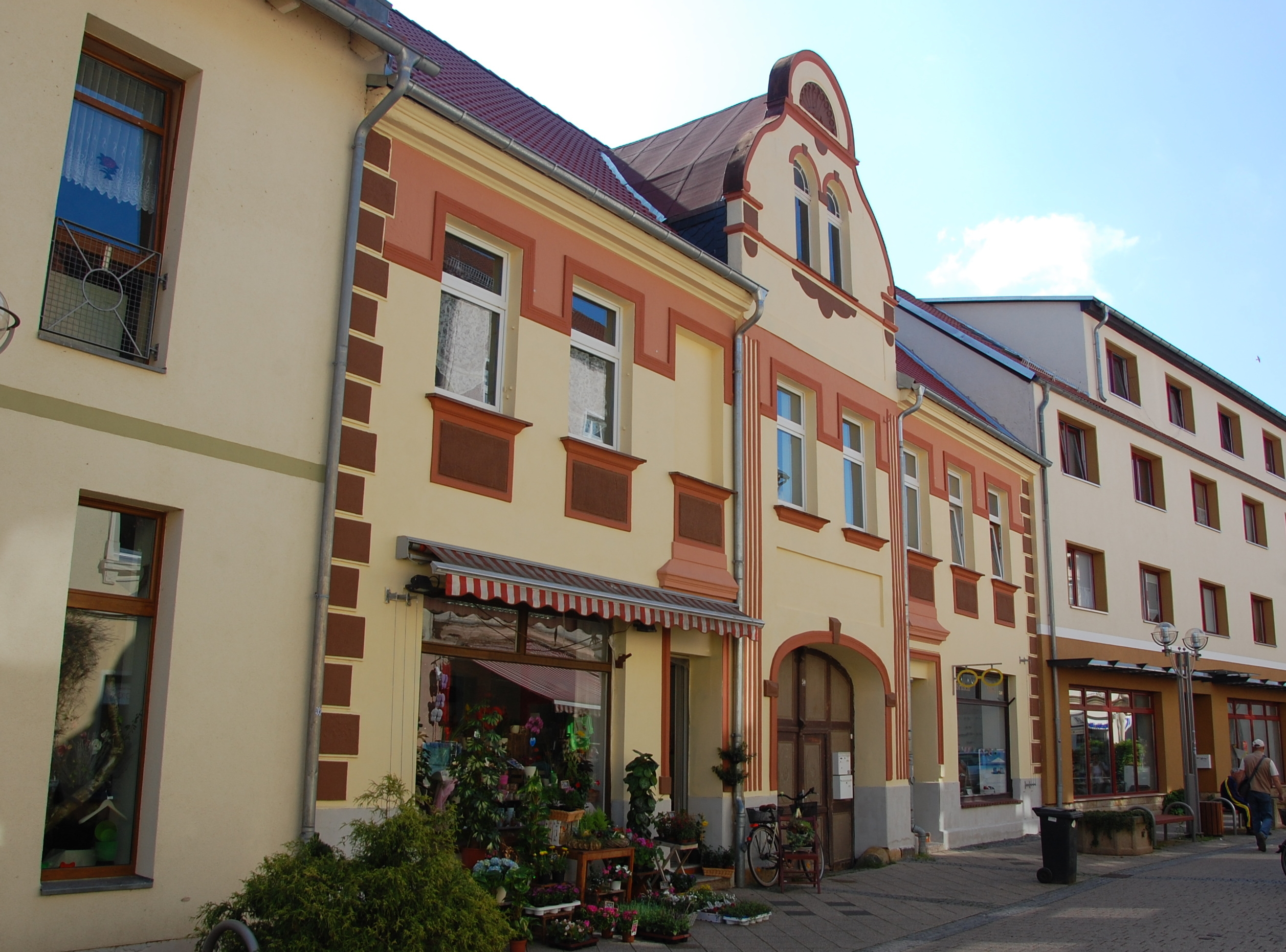
Haus August-Bebel-Straße 50

Das Haus August-Bebel-Straße 50 ist ein denkmalgeschütztes Gebäude in der Stadt Wolmirstedt in Sachsen-Anhalt.

## Lage
Es befindet sich in der Wolmirstedter Innenstadt auf der östlichen Seite der August-Bebel-Straße. Im örtlichen Denkmalverzeichnis ist es als Wohnhaus eingetragen.

## Gestaltung und Geschichte
Das zweigeschossige verputzte Gebäude stammt in seinem Kern aus dem 18. Jahrhundert und war als Wohnhaus von Ackerbürgern errichtet worden. Der traufständige Bau ist von einem Satteldach bedeckt. Das Gebäude wird von einem Mittelrisalit geprägt, der von einem geschweiften Giebel bekrönt wird. Die mittig im Erdgeschoss angeordnete Tordurchfahrt ist als Korbbogen gestaltet. Bemerkenswert ist die aus der ersten Hälfte des 19. Jahrhunderts stammende Tür. Das heutige Erscheinungsbild der Fassade entstand in der Zeit um 1900.